# لانس جونسون (لاعب اتحاد الرغبي)
لانس جونسون (بالإنجليزية: Lance Johnson)‏ هو لاعب اتحاد الرغبي نيوزيلندي، ولد في 9 أغسطس 1897 في Lumsden, New Zealand ‏ في نيوزيلندا، وتوفي في 11 يناير 1983 في كرايستشرش في نيوزيلندا.